# Dasyhelea kruppi
Dasyhelea kruppi är en tvåvingeart som beskrevs av Boorman och Harten 2002. Dasyhelea kruppi ingår i släktet Dasyhelea och familjen svidknott.
Artens utbredningsområde är Oman. Inga underarter finns listade i Catalogue of Life.